# Illmitz
Illmitz est une commune autrichienne du district de Neusiedl am See dans le Burgenland.

## Géographie
- Le Zicklacke, un lac de soude